# ال.ال.بین
ال. ال. بین (انگلیسی: L.L.Bean) شرکت پوشاک آمریکایی است، که در سال ۱۹۱۲ توسط لئون لئونوود بین تأسیس شد.